# الخمیلاه
ال خمیلاه یک منطقهٔ مسکونی در یمن است که در استان ابین واقع شده‌است.